# Las (parowóz)
Las (oznaczany także Las47, Ty) – polski parowóz wąskotorowy, produkowany w latach 1948–1958, przeznaczony do pracy głównie na kolejach leśnych o prześwicie toru 600/700/750/760 mm. Parowóz posiadał układ osi i silników Cn2t.
Parowóz został skonstruowany w latach 1947–1948 w Fabryce Lokomotyw im. Feliksa Dzierżyńskiego w Chrzanowie na bazie parowozu Ryś konstrukcji niemieckiej. Główną zmianą było zastosowanie trzech osi w miejsce dwóch, przez co nacisk na szyny zmniejszył się o 1,5 t przy zachowaniu mocy i siły pociągowej. Parowóz mógł być eksploatowany na liniach o słabszej nawierzchni, zwłaszcza kolejach leśnych, dlatego otrzymał fabryczną nazwę Las. Pierwsze dwa prototypowe egzemplarze wyprodukowano w 1948 roku. Na kolejach leśnych i przemysłowych bywały oznaczane serią Ty z numerami fabrycznymi, wzorem oznaczeń PKP, aczkolwiek parowozy te nie pracowały na PKP.
Do 1958 roku wyprodukowano ich w Fabloku 640 sztuk. Podstawową wersją był parowóz na tor szerokości 600 mm, ale opracowano także wersje na inne szerokości toru, 750, 760 i 785 mm. Na tor 750 mm zbudowano ok. 120 parowozów
Parowozy tego typu używane były do transportu towarowego podczas produkcji i obróbki drewna, rzadko do przewozów osobowych. Zachowało się w Polsce kilkanaście egzemplarzy jako pomniki oraz czynne parowozy w skansenie w Rudach i Majdanie. Wśród zachowanych jest 10 lokomotyw na tor 600 mm i 7 na tor 750 mm.
Niewielką liczbę lokomotyw – 30 – wyeksportowano, z tego 6 do Bułgarii (1948 r., tor 760 mm), 4 do Albanii (1949 r., 760 mm), 18 do Rumunii (1952 r., 760 mm i 600 mm), 2 do Chin (1952 r., 600 mm). Począwszy od lat 80. XX w. około 15 lokomotyw sprzedano do krajów zachodniej Europy po wycofaniu ze służby w Polsce, dla służby na kolejach turystycznych lub jako eksponaty.

## Galeria

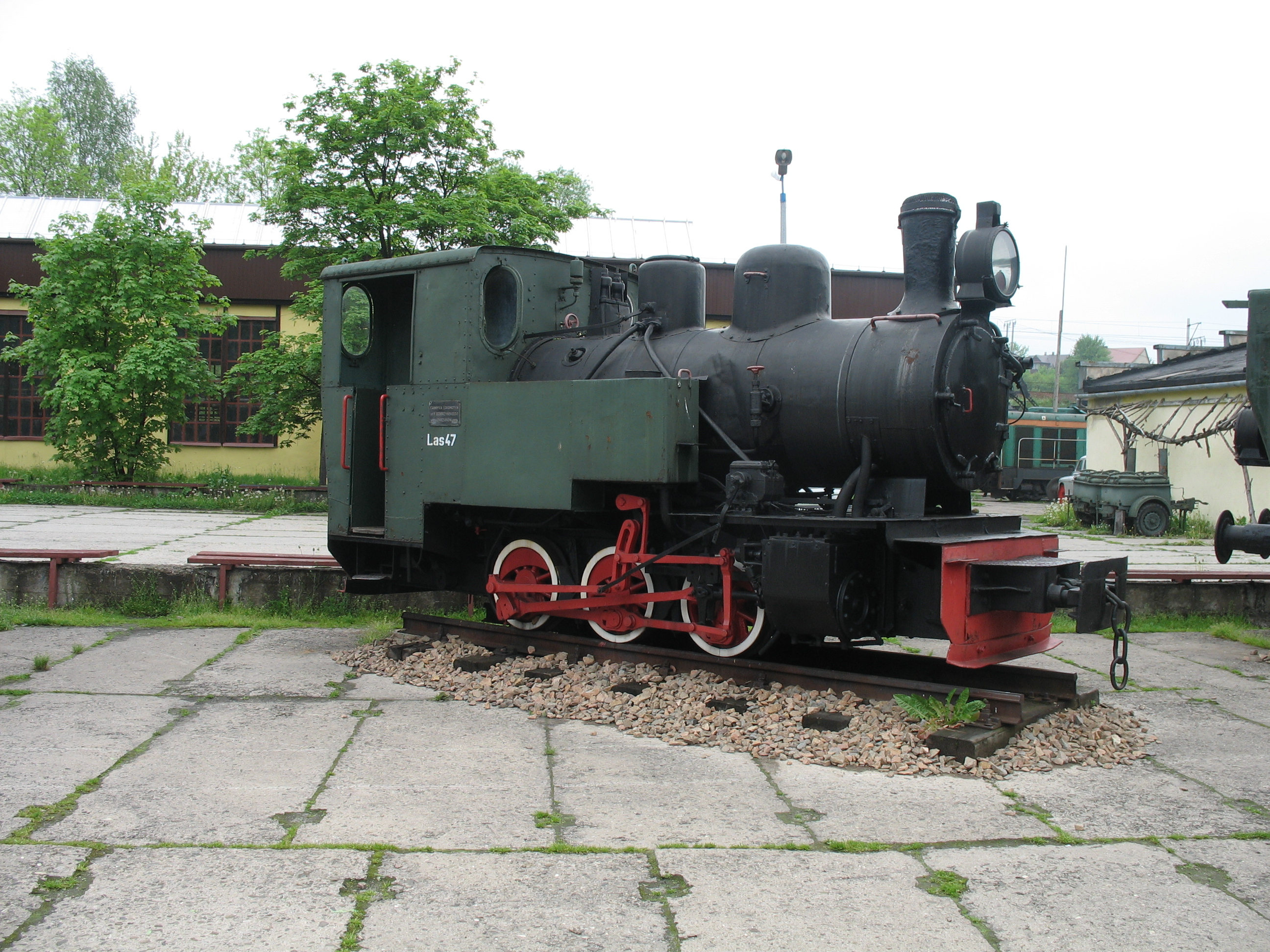
Las w skansenie w Chabówce
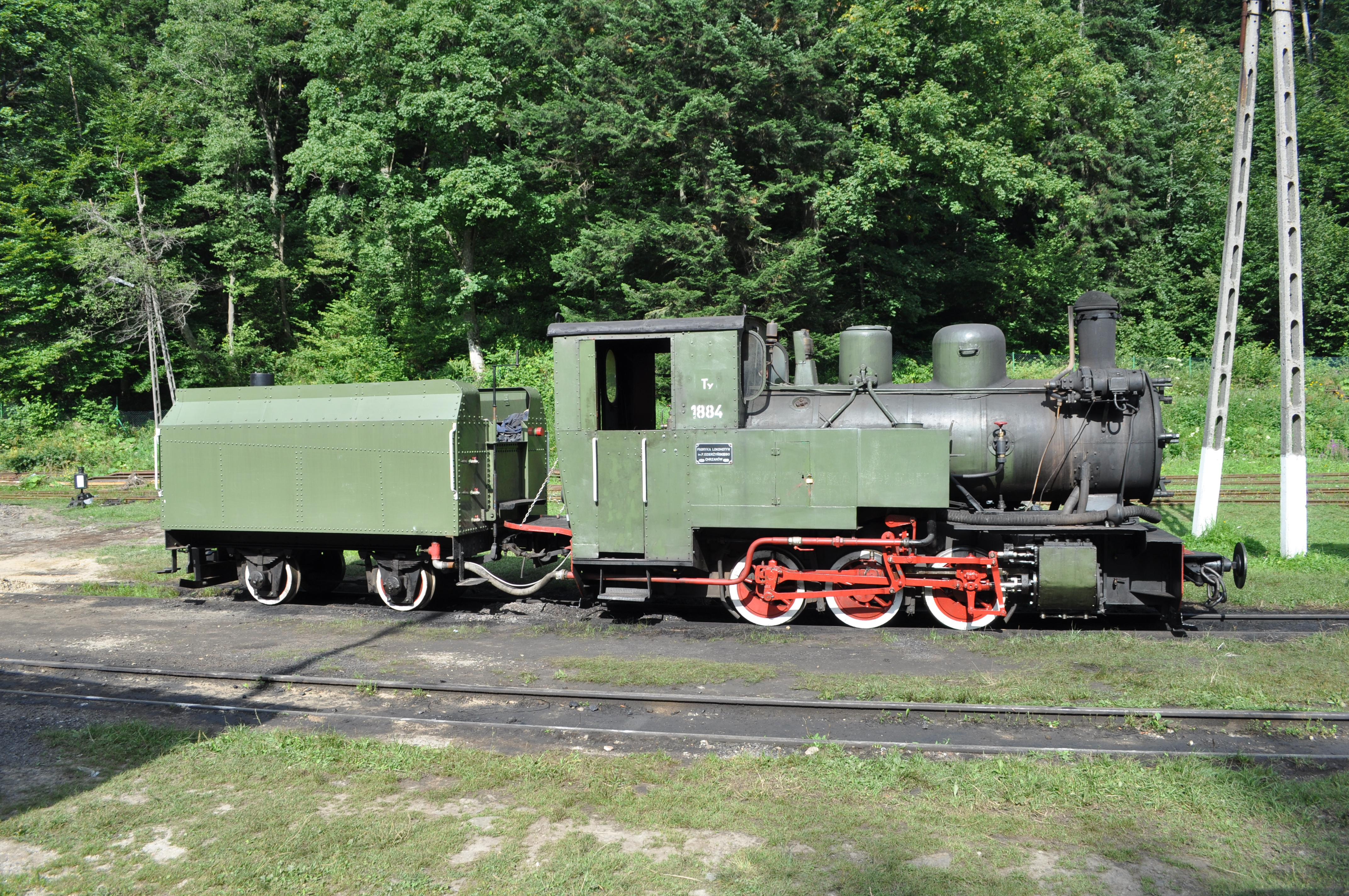
Las z dodatkowym tendrem na BKL
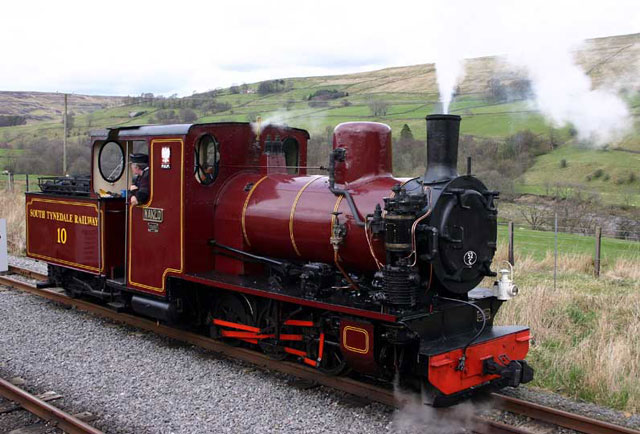
Przebudowany Las na brytyjskiej kolei South Tynedale Railway
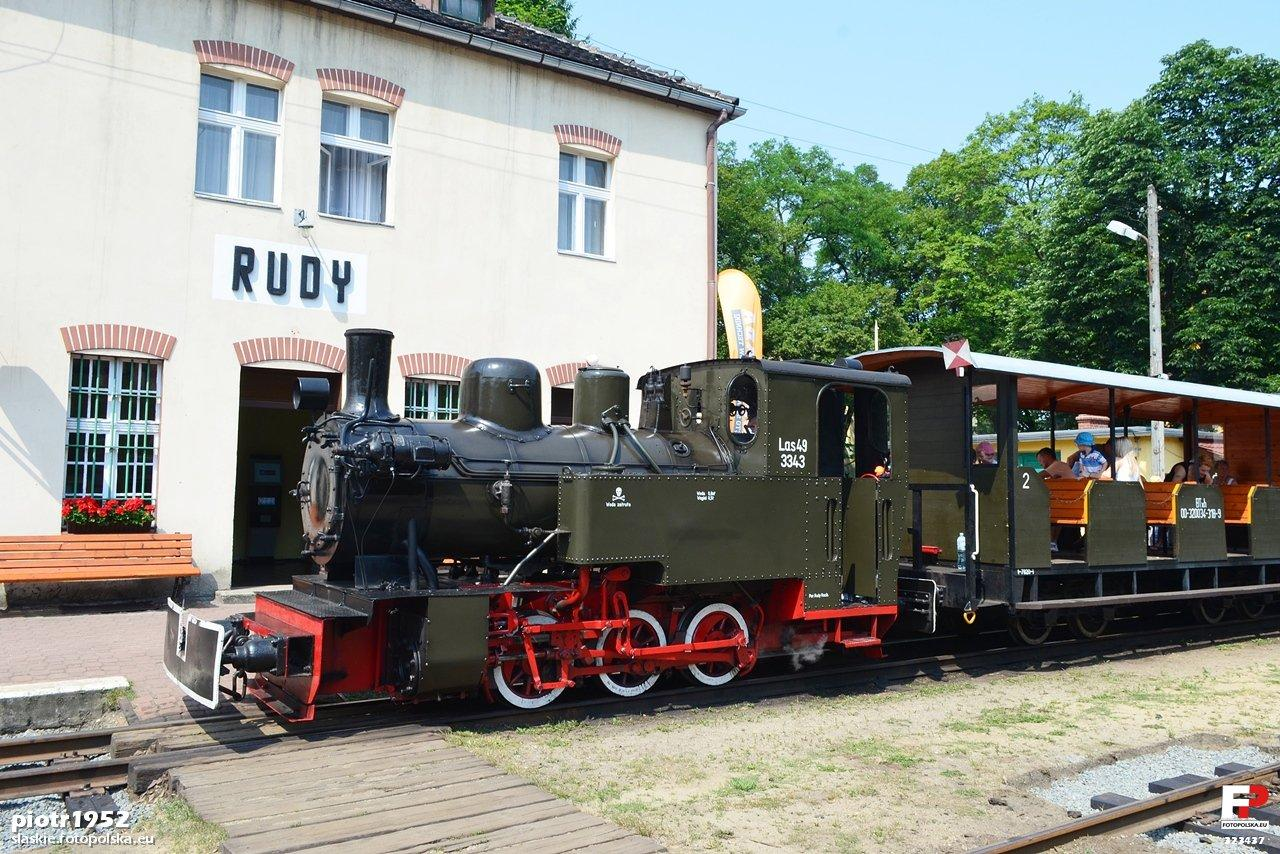
Las na stacji w Rudach